# Synuchus vivalis
Synuchus vivalis é uma espécie de insetos coleópteros pertencente à família Carabidae.
A autoridade científica da espécie é Illiger, tendo sido descrita no ano de 1798.
Trata-se de uma espécie presente no território português.